# Coll de Vista
El Coll de Vista és una collada pirinenca que es troba a 1.923,6 metres d'altitud. Comunicava el poble de Civís, a l'Alt Urgell amb el santuari de la Mare de Déu de Canòlic, en terres andorranes. Uneix per muntanya, doncs, el terme municipal de les Valls de Valira, de l'Alt Urgell, amb la Parròquia d'Andorra de Sant Julià de Lòria.
És al nord-est del poble de Civís i a ponent del santuari de Canòlic, al sud-est del Bony dels Llorers i al nord del Coll de Prat Porceller.